# Thomas Delaine
Thomas Delaine (sinh ngày 24 tháng 3 năm 1992) là cầu thủ bóng đá chuyên nghiệp người Pháp. Anh hiện đang thi đấu ở vị trí hậu vệ cho câu lạc bộ Ligue 1, Strasbourg.

## Sự nghiệp thi đấu
Delaine bỏ ra vài năm ở hạng dưới của bóng đá Pháp và đã từng cân nhắc tới việc giải nghệ để chuyển sang công việc làm vườn, trước khi gia nhập câu lạc bộ Paris FC ở Ligue 2. Delaine ra mắt đội bóng trong trận hòa 0–0 trước Clermont Foot vào 28 tháng 7 năm 2017.
Vào ngày 25 tháng 5 năm 2022, Delaine rời Metz để gia nhập Strasbourg bằng bản hợp đồng kéo dài 3 năm.